# Trithemis grouti
Trithemis grouti е вид водно конче от семейство Libellulidae. Видът не е застрашен от изчезване.

## Разпространение
Разпространен е в Бенин, Буркина Фасо, Габон, Гамбия, Гана, Гвинея, Демократична република Конго, Екваториална Гвинея, Замбия, Камерун, Кот д'Ивоар, Либерия, Нигерия, Сиера Леоне и Уганда.